# 맷 댈러스
맷 댈러스(Matt Dallas, 1982년 10월 21일 ~ )는 미국의 배우이다.

## 출연 작품
- 굿나잇 레인의 악령 (2013)
- Life Tracker (2013)
- 와이어트 어프스 레벤지 (2012)
- 애즈 굿 애즈 데드 (2010)
- 뷰티 앤 더 브리프케이스 (2010)
- 애 봐주는 사람 구함 (2007)
- 리빙 더 드림 (2006)
- 캠프학살 (2005)

### 텔레비전
- 카일 XY 시즌1 (2006)
- 지미 키멜 라이브! (2003)